# Список приходов Пинского диоцеза

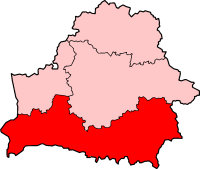
Пинский диоцез на карте Белоруссии

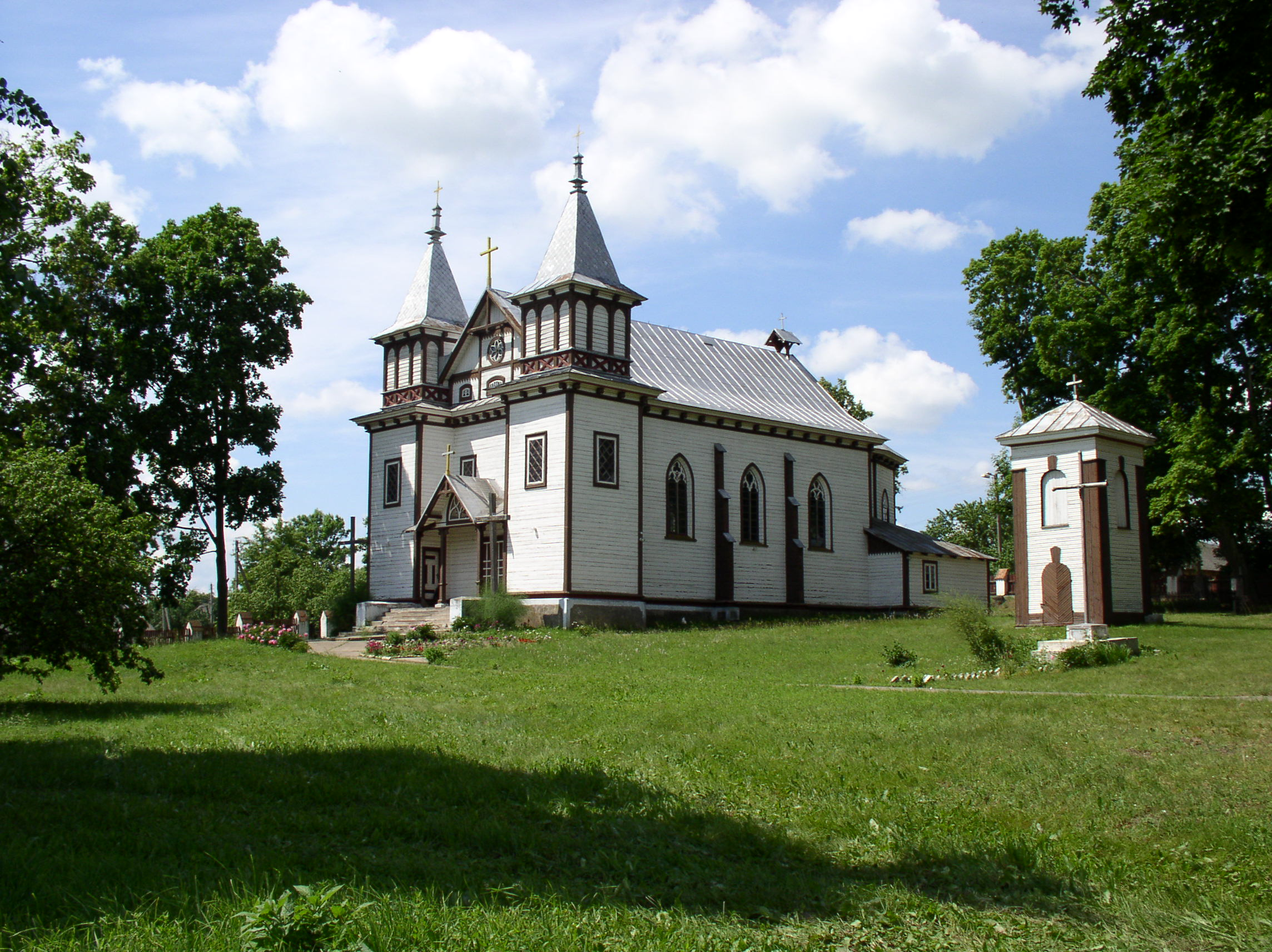
Церковь Святого Юрия, Полонечка

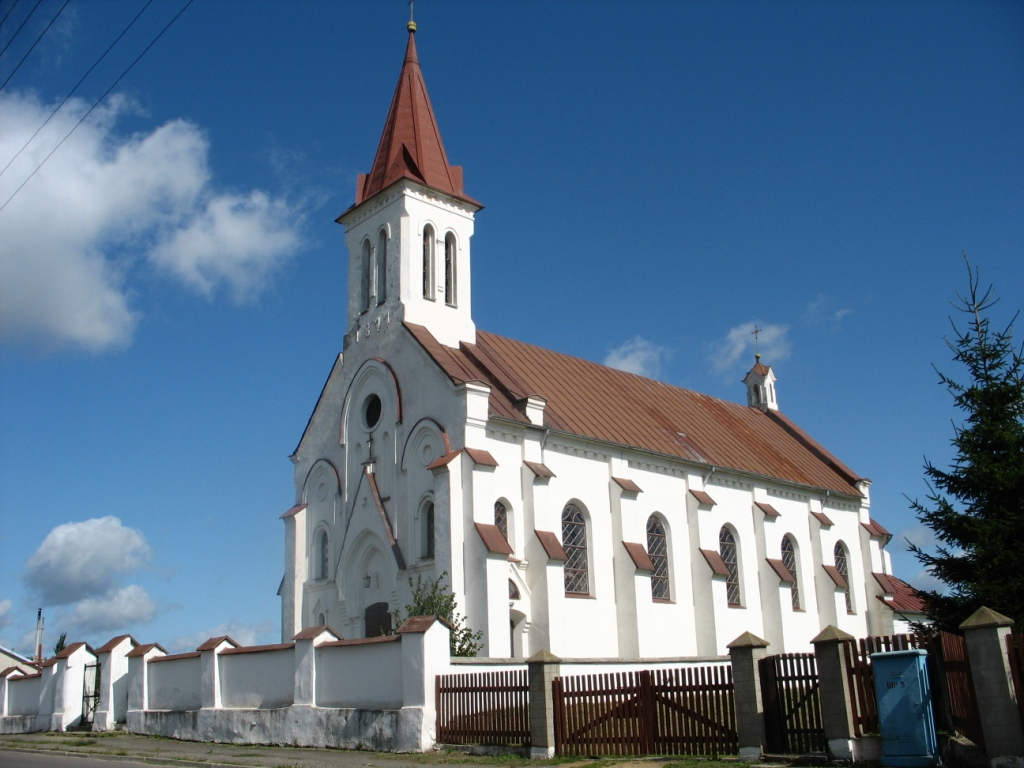
Церковь Пресвятой Троицы, Коссово

Список приходов Пинского диоцеза. На территории Пинской римско-католической епархии находится 71 приход, входящий в состав 7 деканатов, 5 из которых расположены на территории Брестской области, а 2 — Гомельский и Мозырский — на территории Гомельской.

## Барановичский восточный деканат
| - Барановичи — Святого Зигмунта; - Ганцевичи — приход Посещения Пресвятой Девы Марии; - Дарево — Успения Пресвятой Девы Марии; - Крошин — Божьего Тела; - Липск — Святой Марии; |  | - Ляховичи — Святейшего Сердца Иисуса; - Медведичи — Святых Петра и Павла Апостолов; - Рачканы — Непорочного Зачатия Пресвятой Девы Марии; - Своятичи — Святого Юрия; - Юшковичи — Пресвятой Троицы. |  |

## Барановичский западный деканат
| - Барановичи — Воздвижения Креста Господня; - Барановичи — Богоматери Фатимской; - Городище — Пресвятой Девы Марии Святого Розария; - Ишколдь — Пресвятой Троицы; - Лесная — Пресвятой Девы Марии Ангельской; |  | - Новая Мышь — Преображения Господня; - Полонечка — Святого Юрия; - Полонка — Матери Божьей Шкаплерной; - Русино — приход Христа Царя; - Столовичи — Святейшего Сердца Иисуса. |  |

## Брестский деканат
Брестский деканат — деканат Пинского диоцеза Римско-католической церкви. В его состав входят 7 приходов.
| №  | Населённый пункт / приход                                 | Пастор / админ | Костёл                                          | Фотографий |
| -- | --------------------------------------------------------- | -------------- | ----------------------------------------------- | ---------- |
| 1  | Брест Парафия Воздвижения Креста Господня                 |                | Костёл Воздвижения Святого Креста               |            |
| 2  | БрестПарафия Святого Иосифа                               |                | Костёл Святого Иосифа                           |            |
| 3  | БрестПарафия Девы Марии Царицы                            |                | Костёл Девы Марии Царицы                        |            |
| 4  | Волчин Парафия Пресвятой Троицы                           |                | Костёл Пресвятой Троицы                         |            |
| 5  | Домачево Парафия Непорочного Зачатия Пресвятой Девы Марии |                | Костёл Непорочного Зачатия Пресвятой Девы Марии |            |
| 6  | ЧернавчицыПарафия Пресвятой Троицы                        |                | Костёл Пресвятой Троицы                         |            |
| 7  | Высокое Парафия Пресвятой Троицы                          |                | Костёл Пресвятой Троицы                         |            |
| 8  | ЖабинкаПриход Святого Иосифа                              |                | Костёл Святого Иосифа                           |            |
| 9  | Пелище Парафия Святейшего Сердца Иисуса                   |                | Костёл Святейшего Сердца Иисуса                 |            |
| 10 | Кобрин Парафия Успения Пресвятой Девы Марии               |                | Костёл Успения Пресвятой Девы Марии             |            |
| 11 | Каменец Парафия Святых апостолов Петра и Павла            |                | Костёл Святых апостолов Петра и Павла           |            |
| 12 | Малорита Парафия Благовещения Деве Марии                  |                | Костёл Благовещения Деве Марии                  |            |

## Гомельский деканат
Гомельский деканат — деканат Пинского диоцеза Римско-католической церкви. В его состав входят 7 приходов.
| № | Населённый пункт / приход                       | Пастор / админ | Костёл                                | Фотографий |
| - | ----------------------------------------------- | -------------- | ------------------------------------- | ---------- |
| 1 | ГомельПарафия Рождества Пресвятой Девы Марии    |                | Костёл Рождества Пресвятой Девы Марии |            |
| 2 | Гомель Успения Пресвятой Девы Марии             |                | Костёл Успения Пресвятой Девы Марии   |            |
| 3 | ЖлобинПарафия Святого Казимира                  |                | Костёл Божьей Матери Царицы Мира      |            |
| 4 | Октябрьский Парафия Святого Михаила Архангела   |                | Костёл Святого Михаила Архангела      |            |
| 5 | Рогачёв Парафия Святого Антония Падуанского     |                | Костёл Святого Антония                |            |
| 6 | Речица Парафия Пресвятой Троицы                 |                | Костёл Пресвятой Троицы               |            |
| 7 | Светлогорск Парафия Воздвижения Креста Господня |                | Костёл Воздвижения Святого Креста     |            |

## Мозырский деканат
| - Бринёв — Парафия Святого Семейства; - Грушевка — Парафия Пресвятого Сердца Иисуса; - Житковичи — Парафия Святого Иосифа; - Калинковичи — Парафия Пресвятой Троицы; - Копаткевичи — Парафия Святого Августина; - Копцевичи — Парафия Святых Бенедикта и Бернарда; |  | - Лельчицы — Парафия Святейшего Сердца Иисуса и Девы Марии Фатимской; - Мозырь — Парафия Успения Пресвятой Богородицы; - Наровля — Парафия Воздвижения Креста Господня; - Петриков — Парафия Благовещения Деве Марии; - Хойники — Парафия Успения Пресвятой Богородицы. |  |

## Пинский деканат
Пинский деканат — деканат Пинского диоцеза Римско-католической церкви. В его состав входят 10 приходов.
| №  | Населённый пункт / приход                       | Пастор / админ | Костёл                                   | Фотографий |
| -- | ----------------------------------------------- | -------------- | ---------------------------------------- | ---------- |
| 1  | Бездеж Парафия Пресвятой Троицы                 |                | Костёл Пресвятой Троицы                  |            |
| 2  | Дрогичин Парафия Матери Божьей Королевы         |                | Костёл Матери Божьей Королевы            |            |
| 3  | Пинск Парафия Вознесения Пресвятой Девы Марии   |                | Базилика Вознесения Пресвятой Девы Марии |            |
| 4  | Столин Парафия Рождества Пресвятой Девы Марии   |                | Костёл?                                  |            |
| 5  | Логишин Парафия Святых АпостововПетра и Павла   |                | Костёл Святых Апостолов Петра и Павла    |            |
| 6  | Лунинец Парафия Святого Иосифа                  |                | Костёл Святого Иосифа                    |            |
| 7  | Иваново Парафия Воздвижения Креста Господня     |                | Костёл Воздвижения Креста Господня       |            |
| 8  | Микашевичи Парафия Успения Пресвятой Девы Марии |                | Костёл?                                  |            |
| 9  | Осовая Парафия Успения Пресвятой Девы Марии     |                | Костёл Успения Пресвятой Девы Марии      |            |
| 10 | Телеханы Парафия Воздвижения Креста Господня    |                | Костёл Воздвижения Креста Господня       |            |

## Пружанский деканат
| - Белоозерск — Парафия Пресвятой Девы Марии Святого Розария; - Берёза — Парафия Пресвятой Троицы; - Великое Село — Парафия Святого Михаила; - Волька — Парафия Воздвижения Креста Господня; - Ивацевичи — Парафия Воздвижения Креста Господня; - Коссово — Пресвятой Троицы; - Лысково — Пресвятой Троицы; |  | - Передельск — Парафия Божьего Милосердия; - Пружаны — Вознесения Пресвятой Богородицы; - Ружаны — Пресвятой Троицы; - Селец — Парафия Св. Алексея; - Сигневичи — Опеки Пресвятой Девы Марии Святого Розария; - Шерешёво — Пресвятой Троицы. |  |

## Источник
- Информация на Catholic.by (бел.)